# Siphamia fuscolineata
Siphamia fuscolineata és una espècie de peix pertanyent a la família dels apogònids.

## Descripció
- Pot arribar a fer 4 cm de llargària màxima.
- 8 espines i 9 radis tous a l'aleta dorsal i 2 espines i 8 radis tous a l'anal.
- És de color marró fosc a negre.[2][3]

## Hàbitat
És un peix marí, associat als esculls, de clima tropical (24°N-6°S) i que viu en grups de fins a 31 individus, a 7-27 m de fondària a les llacunes i entre les espines de Acanthaster planci. Es troba al Pacífic occidental: Sumatra, el sud de Taiwan i les illes Marshall.
És inofensiu per als humans.